# گروه هنر پویا
گروه هنر پویا مؤسسه و استودیوی تولید انیمیشن سه‌بعدی به صورت صنعتی است که تاکنون سه انیمیشن سینمایی شاهزاده روم (۱۳۹۳)، فیلشاه (۱۳۹۶) و بچه‌زرنگ (۱۴۰۱) و چند سریال را تولید کرده‌است. فیلشاه با فروش ۸٫۵ میلیاردی در نوروز ۹۷ رکورد فروش را در گیشه انیمیشن شکست. پیش از آن این رکورد در اختیار شاهزاده روم بود. هدف گروه هنر پویا ساخت، عرضه و تکمیل زنجیره قهرمان‌سازی با محتوای سالم و بومی برای خانواده‌ها و کودکان با بهره‌گیری از تیمی جوان است. حامد جعفری بنیان‌گذار و مدیر عامل فعلی این مؤسسه است.

## ساختار
گروه هنرپویا در عرصه ساخت، عرضه و تجاری‌سازی انیمیشن سه بعدی فعالیت می‌کند. این استودیو به عرصه انیمیشن‌سازی به عنوان یک هنرصنعت نگاه می‌کند و به دنبال جذب سرمایه‌گذار، ساخت و عرضه آثار، تکمیل زنجیره قهرمان سازی برای مخاطب و بازگشت مالی است. با این دید تجاری فرایندهای ساخت در قالب خط تولید صنعتی تعریف می‌شوند. منظور از انیمیشن سه بعدی تولید «تمام مدل‌ها اعم از شخصیت‌ها، مکان‌ها و تجهیزات به صورت سه بعدی» است و در واقع ترکیب رئال و انیمیشن نیست. این مؤسسه با بهره‌گیری از تیم جوان و دانش بین‌المللی اعم از نرم‌افزارها و سخت‌افزارهای انیمیشن دست به تولید آثار سه بعدی زده‌است. این سخت‌افزارها و نرم‌افزارها عمدتاً به دست این تیم بومی شده‌است.
بنابر گفته‌های عوامل گروه هنر پویا دلیل اصلی و نقطه ورود این گروه به حوزه کودک و نوجوان، کم توجهی‌های موجود به این حوزه بوده‌است. در این مؤسسه هنری با الگوگیری از انیمیشن‌های موفق بین‌المللی نمونه‌های ایرانی تولید شده تا کودک و نوجوان با قهرمان ملی خود مواجه شود.

## تولیدات انیمیشن

### آثار سینمایی
گروه هنر پویا ساخت انیمیشن‌های سینمایی شاهزاده‌ روم، فیلشاه و بچه زرنگ را به تهیه کنندگی حامد جعفری در کارنامهٔ خود دارد. به گفتهٔ حامد جعفری مدیر عامل هنر پویا، محصولات این شرکت «شاهزاده روم»، «فیلشاه» و «بچه زرنگ» چند قرارداد خارجی برای پخش محصولات در خارج از ایران را به امضا رسانده‌اند.

#### شاهزاده روم(۱۳۹۳)
انیمیشن سینمایی شاهزاده روم در سال ۱۳۹۳ با بودجه ۲ میلیارد تومان به تولید رسید. این انیمیشن با اکرانش در سال ۱۳۹۴ «با استقبال ۱/۵ میلیونی مخاطبان و فروش ۵ میلیارد تومانی در گیشه سینماها به سومین فیلم پرفروش سال ۱۳۹۴ تبدیل شد.»
شاهزاده روم در چند کشور اکران شد و درآمد مناسبی را برای شرکت رقم زد.

#### فیلشاه(۱۳۹۶)
هنرپویا با نمایش فیلشاه در جشنواره فیلم کن در بازار بین‌المللی نیز حضور پیدا کرد. انیمیشن فیلشاه در نوروز ۱۳۹۷ در سینماهای سراسر ایران اکران شد و فروشی بیش از ۸٫۵ میلیارد تومانی داشت. فیلشاه به عنوان پرمخاطب‌ترین و پرفروش‌ترین انیمیشن سینمای ایران توصیف شده‌است. گروه هنرپویا همزمان با اکران انیمیشن سینمایی فیلشاه، کتاب نقاشی فیلشاه را با همکاری انتشارات سوره مهر منتشر کرد و در سی‌ و یکمین نمایشگاه بین‌المللی کتاب تهران به عنوان پرفروش‌ترین کتاب کودک و نوجوان این انتشارات شد.

#### بچه‌زرنگ(۱۴۰۱)
انیمیشن سینمایی بچه زرنگ محصول گروه هنر پویا و کانون پرورش فکری کودکان و نوجوانان در سال ۱۴۰۱ است. این پویانمایی در بخش سودای سیمرغ در چهل و یکمین جشنواره فیلم فجر جایزه بهترین انیمیشن را از آن خود کرد.

### آثار سریالی
- مجموعه دره زنجفیل
- مجموعه نوروز آن سال‌ها
- مجموعه بینا و دینا
- مجموعه درنگ
- مجموعه گروه نجات جنگل

### آثار کوتاه
- نماز باران
- پرواز تا بی‌نهایت
- ای کیو ۱۷۰
- مردی که خودش را کشت
- شور حماسه
- کودکان (kids)

## سایر فعالیت‌ها
مؤسسه گروه هنرپویا با هدف گسترش آموزش حرفه‌ای و کاربردی در حوزه انیمیشن که یکی از موانع تولید در این صنعت است اقدام به از راه‌اندازی آموزشگاه تخصصی انیمیشن در این مجموعه با همکاری استودیو گنبدکبود کرده‌است. بدین ترتیب مدرسه هنری ویستا شکل گرفت.